# Joe Frazier
Joseph William ("Joe") Frazier, bijnaam: Smokin' Joe (Beaufort (South Carolina), 12 januari 1944 – Philadelphia, 7 november 2011), was een Amerikaans wereldkampioen boksen in het zwaargewicht. Hij vocht driemaal tegen Muhammad Ali, van wie hij één partij won.
De wereldtitel won Frazier in een gevecht tegen Jimmy Ellis, maar hij verloor deze aan George Foreman, die hem op zijn beurt weer kwijtraakte aan Muhammad Ali.
Frazier was ook olympisch kampioen: hij won de gouden medaille in de zwaargewichtklasse bij de Olympische Zomerspelen van 1964 in Tokio.
Bij Frazier werd eind september 2011 leverkanker geconstateerd, waaraan hij op 7 november overleed.
- Bibliothèque nationale de France: cb140989240 (data)
- Gemeinsame Normdatei: 119471671
- International Standard Name Identifier: 0000 0000 8412 2398
- Library of Congress Control Number: n81047148
- MusicBrainz: dbf632a9-dff7-4749-aa72-817841e42bff
- National Archives and Records Administration: 10569965
- Nationale Bibliotheek van Polen: a0000003252581
- Nederlandse Thesaurus van Auteursnamen: 079526578
- SNAC: w6wn46pd
- Système universitaire de documentation: 165238143
- Virtual International Authority File: 115236629
- WorldCat: E39PBJm9btQ9b3GxGVjt8Qq4v3

1904: Samuel Berger ·
1908: Albert Oldman ·
1920: Ronald Rawson ·
1924: Otto von Porat ·
1928: Arturo Rodríguez ·
1932: Alberto Santiago Lovell ·
1936: Herbert Runge ·
1948: Rafael Iglesias ·
1952: Ed Sanders ·
1956: Pete Rademacher ·
1960: Franco de Piccoli ·
1964: Joe Frazier ·
1968: George Foreman ·
1972: Teófilo Stevenson ·
1976: Teófilo Stevenson ·
1980: Teófilo Stevenson ·
1984: Henry Tillman ·
1988: Ray Mercer ·
1992: Félix Savón ·
1996: Félix Savón ·
2000: Félix Savón ·
2004: Odlanier Solís ·
2008: Rachim Tsjachkiev ·
2012: Oleksandr Usyk ·
2016: Jevgeny Tisjtsjenko ·
2020: Julio César La Cruz ·
2024: Lazizbek Mullojonov